# Israel Klabin
Israel Klabin (Rio de Janeiro, 20 de setembro de 1926) é um engenheiro civil, matemático, ambientalista e político brasileiro. Assumiu em 1979 a prefeitura da cidade do Rio de Janeiro.

## Biografia
Descendente de judeus lituanos asquenazes, é filho do empresário Wolff Kadischewitz (Klabin) e de Rose Haas. Neto por parte de pai de Israel Kadischewitz e Feiga Zlata (Fanny) Lafer, sendo bisneto de Samuel Lazarovitch Lafer, patriarca da família Lafer-Klabin. É também neto, por parte de mãe, do (major) judeu sefardita Arthur Dieudonné Haas e de Mathilde Liebman. É irmão de Daniel Miguel Klabin e de Armando Klabin.
Em 1950 casou-se com Lina Caldas Paranhos, com quem teve quatro filhos. Após separação casa-se novamente em 1975 com Léa Manela, com quem teve mais três filhos. Um dos seus filhos, Leonardo Klabin, foi deputado estadual do Rio de Janeiro pelo Movimento Democrático Brasileiro.
Pós-graduado pelo Instituto de Ciências Políticas, na França, é formado em engenharia civil e matemática na antiga Universidade do Brasil, atual Universidade Federal do Rio de Janeiro.
É uma importante figura do grupo empresarial, Klabin (ligado ao setor de papel e celulose). Aos 30 anos de idade, diante da morte precoce do pai, Israel, sendo o filho mais velho, viu-se obrigado a assumir a presidência da empresa da família, a Klabin Irmãos&Cia, atual Klabin S.A..
Contribuiu com estudos, explorando o carvão mineral no município de Tibagi, atual município de Telêmaco Borba, no Paraná, pesquisando e lavrando na década de 1950 rochas sedimentares combustíveis na Fazenda Monte Alegre.
Integrou o grupo fundador do Instituto Superior de Estudos Brasileiros (ISEB), serviu ao governo como consultor e planejador de desenvolvimento regional, sendo co-autor de diretrizes para desenvolvimento do Nordeste brasileiro. Foi também membro do conselho de desenvolvimento da Pontifícia Universidade Católica do Rio de Janeiro (PUC-Rio) e do conselho superior da Sociedade Nacional de Agricultura, além  de compor o conselho internacional da Universidade de Tel Aviv.
Em junho de 1980, tornou-se presidente do Banco do Estado do Rio de Janeiro S.A. (Banerj), permanecendo no cargo até março de 1983.
Após a realização da Conferência das Nações Unidas sobre Meio Ambiente e Desenvolvimento (Rio-92), em 1992, criou, a Fundação Brasileira para o Desenvolvimento Sustentável (FBDS), onde é atualmente o presidente do conselho curador.

## Prefeito do Rio de Janeiro
Foi indicado em 1979 para assumir a prefeitura da cidade do Rio de Janeiro pelo então governador Chagas Freitas. Deixou a chefia municipal em 1980 por conta dos atritos com o governo federal, devido a sua proposta de reexaminar a lei da fusão entre o extinto estado da Guanabara e o antigo estado do Rio de Janeiro. Foi substituído por Júlio Coutinho.
Durante o período em que esteve à frente da prefeitura, promoveu, entre outras realizações, a anistia fiscal e melhoria do sistema de atendimento ao contribuinte, a urbanização de favelas e o Plano de Atendimento Médico para o Centro e a Zona Oeste do município.

## Obras publicadas
- A Urgência do Presente – Biografia da Crise Ambiental. Editora Campus/Elsevier, 2011.